# Partido Nacionalista (Brasil)
O Partido Nacionalista (PN) foi um partido político brasileiro, que disputou as eleições de 1985, 1986 e 1989, fundado pelo general reformado Nemo Canabarro. Não obteve muita expressão eleitoral, nem elegeu representantes, nos pleitos de 1985 e 1986.

## Antecedentes
Antes da fundação do PN, o jornalista Loureiro Júnior, secretário-geral e redator do programa do partido, as origens remetem-se a uma legenda homônima formada na década de 1950, durante a campanha "O petróleo é nosso". Em 1955, o general Nemo Canabarro funda a Frente Nacionalista, extinta em 1961 para dar lugar ao Partido Nacionalista, que só existia no papel apesar de ter sido criado em 1958. Quatro anos depois, com a promulgação do AI-5, todos os partidos existentes no Brasil, entre eles o PN, seriam eliminados da cena política nacional.

## Participação em eleições
Em 1985, o PN lançou a candidatura do ex-deputado federal e vereador Wilson Leite Passos à prefeitura do Rio de Janeiro, obtendo apenas 5.435 votos, ficando em 15º lugar. Nas eleições de 1986, lançou candidaturas à Assembleia Constituinte, porém não elegeu nenhum de seus candidatos, obtendo no total 5.037 votos. Em 1988, não concorreu a nenhum cargo eletivo.
Com um novo registro, o partido protagonizou um momento histórico ao lançar o nome da advogada Lívia Maria Pio, primeira mulher a disputar a presidência, que recebeu apenas 179.922 votos, terminando em 14º entre 22 candidatos. O partido foi extinto logo em seguida, embora tenha tentado lançar, em vão, a candidatura de Paulo Zingg ao governo do estado de São Paulo, em 1990.
Posteriormente, houve uma tentativa frustrada de criar o Partido Nacionalista Brasileiro (PNB), com os mesmos ideais do extinto PN.